# Bislett Games
Le Meeting du Bislett ou Bislett Games est un meeting d'athlétisme qui se déroule annuellement au Bislett stadion d'Oslo en Norvège. Se déroulant traditionnellement en juin ou début juillet, il figure depuis 2010 au programme de la Ligue de diamant, compétition remplaçant la Golden League.

## Historique
Le premier meeting eut lieu en 1924, édition qui voit le premier d'une grande série de records du monde. En 1946, le Bislett est le cadre du championnat d'Europe d'athlétisme. Entre 1947 et 1965, le meeting est organisé par des organisations différentes et sous des noms différents.
En 1965, trois organisations se regroupent au sein de Bislett Alliance. Durant quelques années, deux meetings se déroulent annuellement. De nombreux records du monde y sont battus et le Bislett devient mondialement connu.
En 1993, le Bislett fait partie des quatre meeting, avec le Weltklasse Zürich, le Mémorial Van Damme de Bruxelles et le ISTAF de Berlin, qui forment le Golden Four.
En 1998, le format de la Golden League est modifié avec l'apparition de nouveaux meetings. L'édition de 1998 constitue le premier meeting de l'histoire de la Golden League.
L'édition 2004 du meeting se déroule à Bergen : le stade du Bislett est alors en reconstruction. L'une des principales innovations de ce nouveau stade est le passage d'une piste à six couloirs à une piste standard à huit couloirs. Cette reconstruction a été terminée pour permettre le retour de la Golden League au Bislett dès l'édition 2005.
L'édition 2021, initialement prévue le 10 juin est reportée, en raison de la pandémie de Covid-19.

## Records

### Records du monde
| Année | Athlète                            | Épreuve                        | Performance       |
| ----- | ---------------------------------- | ------------------------------ | ----------------- |
| 1924  | Adriaan Paulen                     | 500 mètres hommes              | 1 min 03 s 8      |
| 1925  | Charles Hoff                       | saut à la perche hommes        | 4,23 mètres       |
| 1934  | Jack Torrance                      | Poids hommes                   | 17,40 mètres      |
| 1934  | Ben Eastman                        | 500 mètres hommes              | 1 min 02 s 0      |
| 1934  | Percy Beard                        | 110 mètres haies hommes        | 14 s 2            |
| 1934  | Eulace Peacock                     | 100 mètres hommes              | 10 s 3 *          |
| 1934  | Peacock, Kane, Hardin, Eastman     | relais 4 × 1 000 mètres hommes | 1 min 53 s 3 **   |
| 1934  | Jack Torrance                      | Poids combiné                  | 28,68 m           |
| 1934  | Harald Andersson                   | lancer du disque homme         | 52,42 mètres      |
| 1935  | Alvin Moreau                       | 110 mètres haies homme         | 14 s 2 *          |
| 1936  | Forrest Towns                      | 110 mètres haies homme         | 13 s 7            |
| 1936  | Johnson, Fitch, Robinson, Woodruff | relais 4 × 1 000 mètres homme  | 1 min 53 s 1 **   |
| 1937  | Edgar Bruun                        | 3 km marche homme              | 12 min 23 s 8     |
| 1937  | Edgar Bruun                        | 5 km marche homme              | 21 min 02 s 8     |
| 1937  | Edgar Bruun                        | 10 km marche homme             | 43 min 25 s 2     |
| 1947  | Gordien, Smith, Dillard, Guida     | relais 4 × 1 000 mètres homme  | 1 min 52 s 8 **   |
| 1949  | Richard Ault                       | 440 yards haies                | 52 s 2 *          |
| 1949  | James Fuchs                        | lancer du poids                | 17,79 m           |
| 1952  | Sverre Strandli                    | lancer du marteau homme        | 61,25 mètres      |
| 1953  | Sverre Strandli                    | lancer du marteau homme        | 62,36 mètres      |
| 1953  | Audun Boysen                       | 1 000 mètres homme             | 2 min 20 s 4      |
| 1955  | Pentti Karvonen                    | 3 000 mètres steeple homme     | 8 min 45 s 4      |
| 1955  | Roger Moens                        | 800 mètres homme               | 1 min 45 s        |
| 1955  | Laszlo Tabori                      | 1 500 mètres homme             | 3 min 40 s 8 *    |
| 1955  | Gunnar Nielsen                     | 1 500 mètres homme             | 3 min 40 s 8 *    |
| 1957  | Josh Culbreath                     | 440 yards haies                | 50 s 5            |
| 1964  | Terje Pedersen                     | lancer du javelot              | 87,12 mètres      |
| 1964  | Terje Pedersen                     | lancer du javelot              | 91,72 mètres      |
| 1965  | Ron Clarke                         | 6 mile                         | 26 min 47 s 0     |
| 1965  | Ron Clarke                         | 10 000 mètres homme            | 27 min 39 s 4     |
| 1973  | Polhill, Walker, Dixon, Quax       | relais 4 × 1 500 mètres homme  | 14 min 40 s 4**   |
| 1974  | Grete Andersen                     | 3 000 mètres femme             | 8 min 45 s 4      |
| 1974  | Rick Wohlhuter                     | 1 000 mètres homme             | 2 min 13 s 9      |
| 1975  | Grete Andersen                     | 3 000 mètres femme             | 8 min 46 s 6      |
| 1975  | Anders Gärderud                    | 3 000 mètres steeple homme     | 8 min 10 s 4      |
| 1976  | Grete Andersen                     | 3 000 mètres femme             | 8 min 45 s 4      |
| 1976  | John Walker                        | 2000 mètres homme              | 4 min 51 s 4      |
| 1978  | Henry Rono                         | 3 000 mètres homme             | 7 min 32 s 1      |
| 1978  | Thorill Gylder                     | 5 km marche femme              | 23 min 17 s 5     |
| 1979  | Sebastian Coe                      | 800 mètres homme               | 1 min 42 s 33     |
| 1979  | Sebastian Coe                      | mile                           | 3 min 49 s 0      |
| 1980  | Sebastian Coe                      | 1 000 mètres homme             | 2 min 13 s 4      |
| 1980  | Steve Ovett                        | mile                           | 3 min 48 s 8      |
| 1980  | Steve Ovett                        | 1 500 mètres homme             | 3 min 32 s 1 *    |
| 1981  | Sebastian Coe                      | 1 000 mètres homme             | 2 min 12 s 18     |
| 1981  | Ingrid Kristiansen                 | 5 000 mètres femme             | 15 min 28 s 43    |
| 1982  | David Moorcroft                    | 5 000 mètres homme             | 13 min 00 s 41    |
| 1984  | Ingrid Kristiansen                 | 5 000 mètres femme             | 14 min 58 s 89    |
| 1984  | Krzysztof Wesolowski               | 2 000 mètres steeple homme     | 5 min 20 s 00 **  |
| 1985  | Said Aouita                        | 5 000 mètres homme             | 13 min 00 s 40    |
| 1985  | Ingrid Kristiansen                 | 10 000 mètres femme            | 30 min 59 s 42    |
| 1985  | Steve Cram                         | mile                           | 3 min 46 s 32     |
| 1986  | Ingrid Kristiansen                 | 10 000 mètres femme            | 30 min 13 s 74    |
| 1990  | Jan Železný                        | lancer du javelot              | 89,66 mètres ***  |
| 1992  | Jan Železný                        | lancer du javelot              | 94,74 mètres **** |
| 1993  | Yobes Ondieki                      | 10 000 mètres homme            | 26 min 58 s 38    |
| 1994  | William Sigei                      | 10 000 mètres homme            | 26 min 52 s 23    |
| 1994  | Bernardo Segura                    | 20 km marche homme             | 2 h 04 min 55 s   |
| 1997  | Haile Gebrselassie                 | 10 000 mètres homme            | 26 min 31 s 32    |
| 2000  | Trine Hattestad                    | lancer du javelot femme        | 69,48 mètres      |
| 2004  | Elvan Abeylegesse                  | 5 000 mètres femme             | 14 min 24 s 68    |
| 2007  | Meseret Defar                      | 5 000 mètres femme             | 14 min 16 s 63    |
| 2008  | Tirunesh Dibaba                    | 5 000 mètres femme             | 14 min 11 s 15    |
| 2021  | Karsten Warholm                    | 400 mètres haies homme         | 46 s 70           |

* : record du monde égalé
** : non ratifié par l'IAAF
*** : ratifié par l'IAAF puis le javelot a été modifié
**** : non ratifié par l'IAAF: javelot jugé hors norme

### Records du meeting

#### Hommes
| Épreuve           | Record                                           | Athlète                       | Nationalité                    | Date                        | Réf.  |
| ----------------- | ------------------------------------------------ | ----------------------------- | ------------------------------ | --------------------------- | ----- |
| 100 m             | 9 s 79 (+0.6 m/s)                                | Usain Bolt                    | Jamaïque                       | 7 juin 2012                 |       |
| 200 m             | 19 s 77 (+0.6 m/s)                               | Erriyon Knighton              | États-Unis                     | 15 juin 2023                | [ 2 ] |
| 400 m             | 43 s 86                                          | Michael Johnson               | États-Unis                     | 21 juillet 1995             |       |
| 800 m             | 1 min 42 s 04                                    | David Rudisha                 | Kenya                          | 4 juin 2010                 | [ 3 ] |
| 1 000 m           | 2 min 12 s 18                                    | Sebastian Coe                 | Royaume-Uni                    | 11 juillet 1981             |       |
| 1 500 m           | 3 min 27 s 95                                    | Jakob Ingebrigtsen            | Norvège                        | 15 juin 2023                | [ 2 ] |
| Mile              | 3 min 44 s 90                                    | Hicham El Guerrouj            | Maroc                          | 4 juillet 1997              |       |
| 2 000 m           | 4 min 50 s 01                                    | Jakob Ingebrigtsen            | Norvège                        | 11 juin 2020                | [ 4 ] |
| 3 000 m           | 7 min 26 s 25                                    | Yomif Kejelcha                | Éthiopie                       | 1er juillet 2021            | [ 5 ] |
| 2 miles           | 8 min 15 s 2                                     | Rod Dixon                     | Nouvelle-Zélande               | 17 juillet 1979             |       |
| 5 000 m           | 12 min 36 s 73                                   | Hagos Gebrhiwet               | Éthiopie                       | 30 mai 2024                 |       |
| 6 miles           | 26 min 47 s 0                                    | Ron Clarke                    | Australie                      | 14 juillet 1965             |       |
| 10 000 m          | 26 min 31 s 32                                   | Haile Gebrselassie            | Éthiopie                       | 4 juillet 1997              |       |
| 110 m haies       | 13 s 00                                          | Ladji Doucouré                | France                         | 29 juillet 2005             |       |
| 300 m haies       | 32 s 67                                          | Karsten Warholm               | Norvège                        | 12 juin 2025                |       |
| 400 m haies       | 46 s 52                                          | Karsten Warholm               | Norvège                        | 15 juin 2023                | [ 2 ] |
| 2 000 m steeple   | 5 min 20 s 00                                    | Krzysztof Wesołowski          | Pologne                        | 28 juin 1984                |       |
| 3 000 m steeple   | 8 min 01 s 83                                    | Paul Kipsiele Koech           | Kenya                          | 9 juin 2011                 |       |
| Saut en hauteur   | 2,38 m                                           | Mutaz Essa Barshim            | Qatar                          | 15 juin 2017                |       |
| Saut à la perche  | 6,15 m                                           | Armand Duplantis              | Suède                          | 12 juin 2025                |       |
| Saut en longueur  | 8,33 m (+1,8 m/s)                                | James Beckford                | Jamaïque                       | 30 juin 1999                |       |
| Triple saut       | 18,01 m (+0,4 m/s)                               | Jonathan Edwards              | Royaume-Uni                    | 9 juillet 1998              |       |
| Lancer du poids   | 22,29 m                                          | Tomas Walsh                   | Nouvelle-Zélande               | 7 juin 2018                 |       |
| Lancer du disque  | 70,91 m                                          | Mykolas Alekna                | Lituanie                       | 30 mai 2024                 |       |
| Lancer du marteau | 81,92 m                                          | Wojciech Nowicki              | Pologne                        | 15 juin 2023                | [ 2 ] |
| Lancer du javelot | 94.22 m (ancien modèle) 92.60 m (nouveau modèle) | Michael Wessing Raymond Hecht | Allemagne de l'Ouest Allemagne | 3 août 1978 21 juillet 1995 |       |
| 5 000 m marche    | 20 min 27 s 0                                    | Erling Andersen               | Norvège                        | 3 août 1979                 |       |
| 10 000 m marche   | 40 min 50 s 0                                    | Erling Andersen               | Norvège                        | 3 août 1979                 |       |
| 20 000 m marche   | 1 h 27 min 56 s 8                                | Erling Andersen               | Norvège                        | 23 août 1981                |       |
| 30 000 m marche   | 2 h 35 min 45 s 6                                | Tore Brustad                  | Norvège                        | 20 juin 1970                |       |
| 50 000 m marche   | 4 h 42 min 10 s 0                                | Per Ola Sverre                | Norvège                        | 9 août 1974                 |       |

#### Femmes
| Épreuve           | Record                                           | Athlète                          | Nationalité         | Date                           | Réf.  |
| ----------------- | ------------------------------------------------ | -------------------------------- | ------------------- | ------------------------------ | ----- |
| 100 m             | 10 s 75                                          | Marie-Josée Ta Lou               | Côte d'Ivoire       | 15 juin 2023                   | [ 2 ] |
| 200 m             | 21 s 93                                          | Dafne Schippers                  | Pays-Bas            | 9 juin 2016                    |       |
| 400 m             | 49 s 23                                          | Sanya Richards                   | États-Unis          | 3 juillet 2009                 |       |
| 800 m             | 1 min 55 s 41                                    | Pamela Jelimo                    | Kenya               | 6 juin 2008                    |       |
| 1 500 m           | 3 min 57 s 40                                    | Suzy Favor-Hamilton              | États-Unis          | 28 juillet 2000                |       |
| Mile              | 4 min 17 s 13                                    | Birke Haylom                     | Éthiopie            | 15 juin 2023                   | [ 2 ] |
| 3 000 m           | 8 min 24 s 20                                    | Georgia Griffith                 | Australie           | 30 mai 2024                    |       |
| 5 000 m           | 14 min 11 s 15                                   | Tirunesh Dibaba                  | Éthiopie            | 6 juin 2008                    |       |
| 10 000 m          | 30 min 13 s 74                                   | Ingrid Kristiansen               | Norvège             | 5 juillet 1986                 |       |
| 100 m haies       | 12 s 49 (+0,7 m/s)                               | Sally Pearson                    | Australie           | 7 juin 2012                    |       |
| 400 m haies       | 52 s 30                                          | Femke Bol                        | Pays-Bas            | 15 juin 2023                   | [ 2 ] |
| 3000 m steeple    | 9 min 02 s 60                                    | Faith Cherotich                  | Kenya               | 12 juin 2025                   |       |
| Saut en hauteur   | 2,05 m                                           | Stefka Kostadinova               | Bulgarie            | 4 juillet 1987                 |       |
| Saut à la perche  | 4,85 m                                           | Yelena Isinbayeva                | Russie              | 15 juin 2007                   |       |
| Saut en longueur  | 7,29 m                                           | Heike Drechsler                  | Allemagne           | 22 juillet 1994                |       |
| Triple saut       | 15,11 m (+0,1 m/s)                               | Yamilé Aldama                    | Cuba                | 27 juin 2003                   |       |
| Lancer du poids   | 20,26 m                                          | Valerie Adams                    | Nouvelle-Zélande    | 9 juin 2011                    |       |
| Lancer du disque  | 69,78 m                                          | Tsvetanka Khristova              | Bulgarie            | 5 juillet 1986                 |       |
| Lancer du javelot | 76,34 m (ancien modèle) 69,48 m (nouveau modèle) | Fatima Whitbread Trine Hattestad | Royaume-Uni Norvège | 4 juillet 1987 28 juillet 2000 |       |
| 3 000 m marche    | 13 min 45 s 7                                    | Frøydis Hilsen                   | Norvège             | 23 août 1981                   |       |
| 5 000 m marche    | 22 min 59 s 6                                    | Anita Blomberg                   | Norvège             | 17 juin 1988                   |       |